# Cheiramiona clavigera
Cheiramiona clavigera là một loài nhện trong họ Miturgidae.
Loài này thuộc chi Cheiramiona. Cheiramiona clavigera được Eugène Simon miêu tả năm 1897.